# Bernadette Lafont
Bernadette Lafont (Nîmes, 28 oktober 1938 – aldaar, 25 juli 2013) was een Franse actrice. Zij was een van de boegbeelden van de Nouvelle Vague. Ze speelde mee in meer dan 120 films en ze was ook zeer actief op de planken en op het kleine scherm.

## Leven en werk

### Debuut
Lafont debuteerde in François Truffauts korte film Les Mistons (1958). Met Claude Chabrol draaide ze in de begindagen van de Nouvelle Vague vier films waaronder Le Beau Serge (1958) en À double tour (1960).

### Jaren zestig
Ze bleef samenwerken met Chabrol voor Les Bonnes Femmes (1960) en Les Godelureaux (1961). Daarna werd ze in korte tijd drie keer moeder en besloot ze het wat kalmer aan te doen. Ze was enkele keren in bijrollen te zien zoals in de komedie La Chasse à l'homme (1964) en in de thriller Compartiment tueurs (1965).  In de historische misdaadfilm Le Voleur (1967) van Nouvelle Vague-cineast Louis Malle was ze een van de vrouwen die rond dief Jean-Paul Belmondo cirkelden.
De wrange met zwarte humor, erotiek en feminisme doorspekte tragikomedie La Fiancée du pirate (1969) betekende haar comeback. Ze gaf gestalte aan een jonge non-conformistische vrouw die de schijnheiligheid hekelt van haar dorp, die niets moest hebben van haar noch van haar recent overleden moeder. Zo belichaamde ze als sensuele brunette de nieuwe frisse wind die buiten in de maatschappij begon te waaien.

### Jaren zeventig
De jaren zeventig werden haar drukste periode, ze draaide toen 39 films. De redacteurs en cineasten van de Cahiers du cinéma zagen in Lafont nog steeds een icoon van de Nouvelle Vague en bedachten haar met interessante hoofdrollen. Truffaut schonk haar een rol die haar op het lijf was geschreven: die van een moorddadige en manipulatieve cabaretzangeres in de tragikomedie Une belle fille comme moi (1972). In het bijna vier uur durende La Maman et la Putain (1973), Jean Eustache's gewaagde tragikomedie die een cultfilm is geworden, deelde ze de affiche met Jean-Pierre Léaud, een andere Nouvelle Vague-icoon. Jacques Rivette liet haar zowel aantreden in Out 1 (1971) als in de avonturenfilm Noroît (1976) waar ze de aanvoerster van een bende piraten was. In Chabrols drama Violette Nozière (1978) was ze de celgenote van Isabelle Huppert.
Lafonts imago van vrijgevochten, openhartige en seksueel schaamteloze vrouw werd door iedereen benut, zowel door de ernstige regisseurs die voortkwamen uit de Nouvelle Vague als door de regisseurs van de talrijke populaire komische films waarin ze te zien was. Deze films hadden soms sprekende titels als L'Histoire très bonne et très joyeuse de Colinot trousse-chemise (1973) of Chaussette surprise (1978).
Lafont was samen met haar twee dochters Élisabeth en Pauline te zien in de tragikomedie Vincent mit l'âne dans un pré (et s'en vint dans l'autre).

### Jaren tachtig
In de misdaadfilm Canicule (1984) was ze een van de twee (gehuwde) boerinnen die hun onbevredigde seksuele verlangens projecteren op een voortvluchtige Amerikaanse gangster die zich verschanst in hun boerderij. L'Effrontée (1985) leverde haar een César voor beste actrice in een bijrol op. In deze tragikomedie speelde ze naast de piepjonge Charlotte Gainsbourg die hier haar eerste ernstige rol kreeg.
Een jaar later deed oude bekende Claude Chabrol twee keer een beroep op haar talent, in de misdaadfilm Inspecteur Lavardin (1986) en in de thrillerachtige tragikomedie Masques (1987). In die tijd deed ze ook haar intrede in het sarcastisch universum van Jean-Pierre Mocky. Met hem draaide ze vier films, onder meer de misdaadfilm Le Pactole (1985) waarin ze de filmmoeder speelde van haar dochter Pauline.

### Latere carrière
Ook na de jaren tachtig bleef Lafont als een echte workaholic doorwerken. Ze nam heel wat bijrollen aan. Ze steunde ook beginnende regisseurs als Marion Vernoux, Patricia Plattner en Olivier Peyon door de hoofdrol te spelen in hun debuutfilm. Ze werd ook regelmatig gevraagd door meer ambitieuze filmers zoals Raoul Ruiz, Pascal Bonitzer en Julie Delpy.
In Paulette (2013), haar voorlaatste film, vertolkte ze een laatste keer een hoofdrol, die van een verbitterde grootmoeder-weduwe die uit geldoverwegingen drugsdealster wordt. Deze komische misdaadfilm werd gunstig onthaald door het publiek

### Privéleven
Lafont was twee maal gehuwd, eerst met de Franse acteur Gérard Blain. Uit haar tweede huwelijk, met de Hongaarse beeldhouwer en regisseur Diourka Medveczky, kwamen drie kinderen voort. Haar twee dochters Pauline Lafont (1963-jong overleden in 1988) en Élisabeth Lafont (1960) werden beiden ook actrice.
Lafont overleed in 2013 op 74-jarige leeftijd in haar geboortestad Nîmes aan een syncope.

## Filmografie (selectie)
- 1957: La Tour, prends garde! (Georges Lampin)
- 1958: Les Mistons (François Truffaut) (korte film)
- 1958: Le Beau Serge (Claude Chabrol)
- 1958: Giovani Mariti (Mauro Bolognini)
- 1959: Bal de nuit (Maurice Cloche)
- 1959: À double tour (Claude Chabrol)
- 1960: Me faire ça à moi (Pierre Grimblat)
- 1960: L'Eau à la bouche (Jacques Doniol-Valcroze)
- 1960: Les Bonnes Femmes (Claude Chabrol)
- 1961: Les Godelureaux (Claude Chabrol)
- 1962: Un clair de lune à Maubeuge (Jean Chérasse)
- 1963: Les Femmes d'abord (Raoul André)
- 1964: La Chasse à l'homme (Edouard Molinaro)
- 1965: Compartiment tueurs (Constantin Costa-Gavras)
- 1967: Le Voleur (Louis Malle)
- 1968: Le Révélateur (Philippe Garrel)
- 1969: Paul (Diourka Medveczky)
- 1969: La Fiancée du pirate (Nelly Kaplan)
- 1969: Le Voleur de crimes (Nadine Trintignant)
- 1970: Sex Power (Henry Chapier)
- 1970: Piège (Jacques Baratier)
- 1970: Élise ou la Vraie Vie (Michel Drach)
- 1971: Les Stances à Sophie (Moshé Mizrahi)
- 1971: Valparaiso, Valparaiso (Pascal Aubier)
- 1971: To Catch a Spy (Dick Clement)
- 1971: L'amour c'est gai, l'amour c'est triste (Jean-Daniel Pollet)
- 1971: Out 1 (Out 1: noli me tangere) (Jacques Rivette en Suzanne Schiffman)
- 1972: L'Œuf (Jean Herman)
- 1972: Une belle fille comme moi (François Truffaut)
- 1972: Trop jolies pour être honnêtes (Richard Balducci)
- 1973: La Ville bidon (Jacques Baratier)
- 1973: Les Gants blancs du diable (László Szabó)
- 1973: La Maman et la Putain (Jean Eustache)
- 1973: Défense de savoir (Nadine Trintignant)
- 1973: L'Histoire très bonne et très joyeuse de Colinot trousse-chemise (Nina Companeez)
- 1974: Permettete, signora, che ami vostra figlia (Gian Luigi Polidoro)
- 1975: Zig-Zig ( László Szabó)
- 1975: Une baleine qui avait mal aux dents (Jacques Bral)
- 1975: A Happy Divorce (Henning Carlsen)
- 1975: Vincent mit l'âne dans un pré (et s'en vint dans l'autre) (Pierre Zucca)
- 1976: Noroît (Jacques Rivette)
- 1976: L'Ordinateur des pompes funèbres (Gérard Pirès)
- 1978: Violette Nozière (Claude Chabrol)
- 1978: Chaussette surprise (Jean-François Davy)
- 1978: La Tortue sur le dos (Luc Béraud)
- 1979: Il Ladrone (Pasquale Festa Campanile)
- 1979: Nous maigrirons ensemble (Michel Vocoret)
- 1979: La Gueule de l'autre (Pierre Tchernia)
- 1979: Arrête de ramer, t'attaques la falaise ! (Michel Caputo)
- 1980: Retour en force (Jean-Marie Poiré)
- 1980: Certaines nouvelles (Jacques Davila)
- 1980: Une merveilleuse journée (Claude Vital)
- 1982: On n'est pas sorti de l'auberge (Max Pécas)
- 1983: Cap Canaille (Juliet Berto en Jean-Henri Roger)
- 1983: Un bon petit diable (Jean-Claude Brialy)
- 1984: Canicule (Yves Boisset)
- 1984: Gwendoline (Just Jaeckin)
- 1985: Le Pactole (Jean-Pierre Mocky)
- 1985: L'Effrontée (Claude Miller)
- 1986: Inspecteur Lavardin (Claude Chabrol)
- 1987: Masques (Claude Chabrol)
- 1988: Deux minutes de soleil en plus, de Gérard Vergez
- 1988: Les Saisons du plaisir (Jean-Pierre Mocky)
- 1988: Une nuit à l'Assemblée Nationale (Jean-Pierre Mocky)
- 1988: Prisonnières (Charlotte Silvera)
- 1990: Plein fer (Josée Dayan)
- 1991: Dingo (Rolf De Heer)
- 1992: Ville à vendre  (Jean-Pierre Mocky)
- 1994: Personne ne m'aime (Marion Vernoux)
- 1996: Le Fils de Gascogne (Pascal Aubier)
- 1997: Nous sommes tous encore ici (Anne-Marie Miéville)
- 1997: Généalogies d'un crime (Raoul Ruiz)
- 1999: Rien sur Robert (Pascal Bonitzer)
- 2002: Les Amants du Nil (Éric Heumann)
- 2002: Les Petites Couleurs (Patricia Plattner)
- 2003: Ripoux 3 (Claude Zidi)
- 2006: Prête-moi ta main (Éric Lartigau)
- 2006: Les Aiguilles rouges (Jean-François Davy)
- 2006: Le Prestige de la mort (Luc Moullet)
- 2007: Les Petites Vacances (Olivier Peyon)
- 2008: Mes amis, mes amours (Lorraine Lévy)
- 2009: Tricheuse (Jean-François Davy)
- 2011: Le Skylab (Julie Delpy)
- 2012: Paulette (Jérôme Enrico)
- 2013: Attila Marcel (Sylvain Chomet)

## Prijzen
Ze won een César voor beste actrice in een bijrol in 1986 voor haar rol in L'Effrontée, in 1988 werd ze nogmaals als beste actrice in een bijrol genomineerd, ditmaal voor Masques, in 2007 kreeg ze in deze categorie een derde nominatie voor haar rol in Prête-moi ta main. Deze laatste twee nominaties kon ze niet verzilveren.
In 2003 kreeg ze een ere-César voor haar volledige carrière.
In 1994 ontving ze op het Filmfestival van Locarno een speciale prijs voor haar vertolking in Personne ne m'aime. In 1995 ontvangt ze in Puget-Théniers de Prix Reconnaissance des cinéphiles.
Op 14 juli 2009 werd ze geridderd tot Officier in het Franse Legioen van Eer.

## Publicaties
- Bernadette Lafont en Alain Lacombe: La Fiancée du cinéma, Éditions Olivier Orban, Paris, 1978 (souvenirs)
- Bernadette Lafont en Pascale Duval: Mes enfants de la balle, Éditions Michel Lafon, Paris, 1988 (biografie)
- Bernadette Lafont en Evane Hanska: Le Roman de ma vie: souvenirs, Flammarion, Paris, 1997 (souvenirs)